# NGC 6989
NGC 6989 је група звезда у сазвежђу Лабуд која се налази на NGC листи објеката дубоког неба.
Деклинација објекта је + 45° 14' 26" а ректасцензија 20h 54m 6,0s. Привидна величина (магнитуда) објекта NGC 6989 износи 13,9.